# Scandia A/S

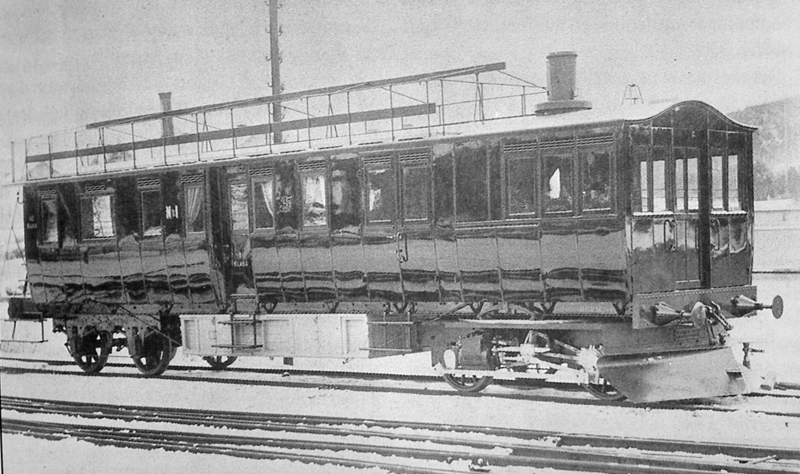
Rowans ångmotorvagn, omkring 1870.

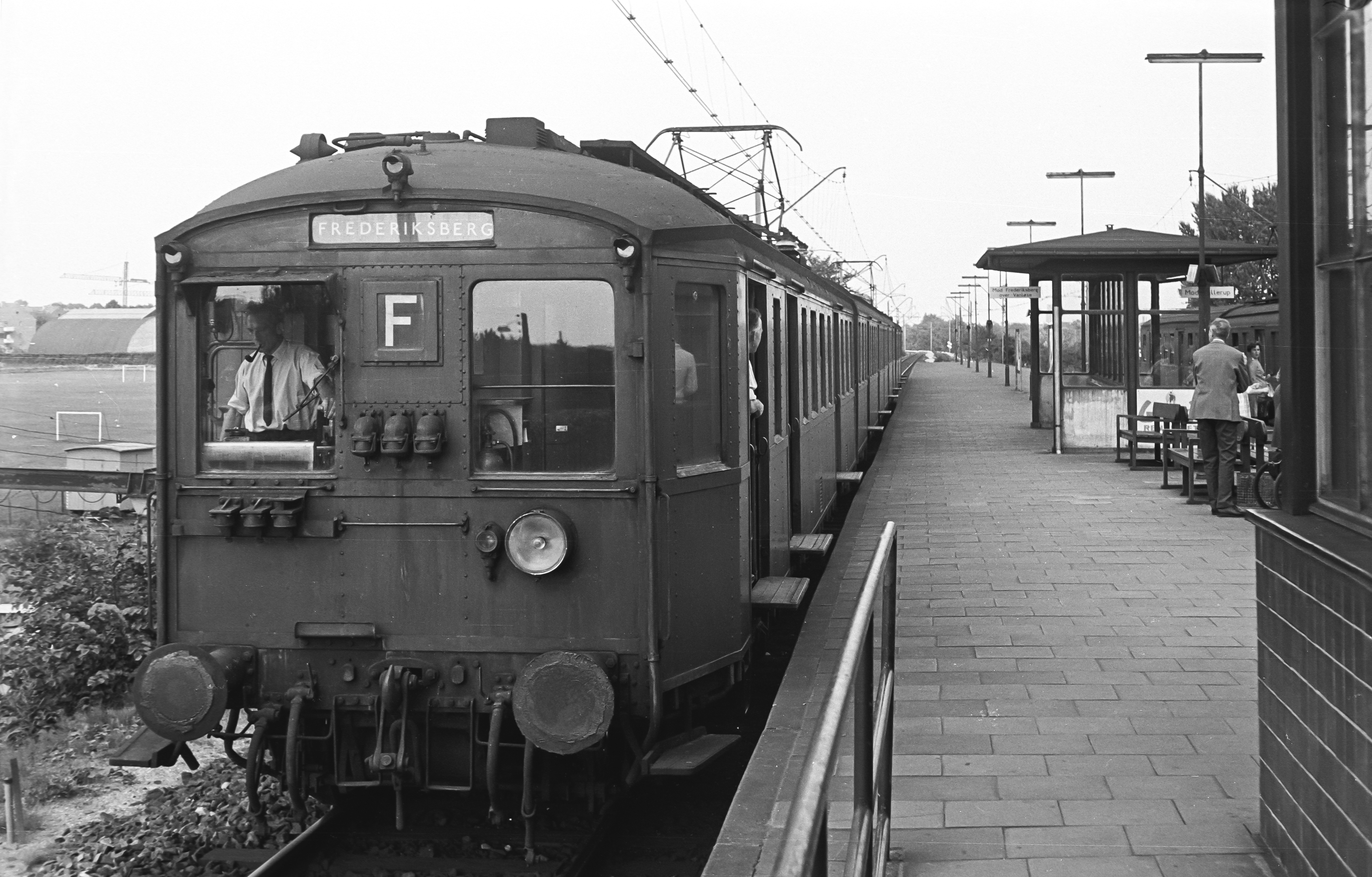
Första generationens S-tog på Lyngbyvej station 1969. Tågen levererades 1933–1963 av Frichs Maskinfabrik og Kedelsmedie A/S i Århus och Scandia, med Scandia som tillverkare av styrvagn exklusive motor och mellanvagnarna.

Scandia A/S var ett danskt mekanisk verkstadsföretag, som tillverkade järnvägsfordon. Företaget grundades 1861 som vagnfabriken Hvide
Mølle vid Gudenå i Randers av Thomas Brassey, Samuel Morton Peto och Edward Ladd Betts i ett brittiskt konsortium, som under namnet "Det Danske Jernbane-Driftsselskab" fått koncession för att bygga och driva stambanan Randers–Langå–Ålborg på Jylland. Bolagets chef var  Frederick James Rowan.
Hvide Mølle såldes till Frederick James Rowan och dennes son William Robert Rowan 1870, i samband med järnvägsprojektets avslutande. William Robert Rowan ledde företaget till 1976, då det också ändrade namn till Randers Jernbanevogns Fabrik i samband med en breddning av ägandet. Produktportföljen utvidgades med bland annat jordbruksmaskiner, tvättmaskiner och hästvagnar av olika slag. Det hamnade i kris på 1890-talet och rekonstruerades med lokalt kapital. År 1896 flyttade fabriken in i nya lokaler på Uddbyhøjvej 62 i Dronningborg i Randers. Efter en sammanslagning 1906 med konkurrenten Vulcan A/S blev Scandia från 1914 enda leverantör av järnvägsvagnar till Statsbanerne i Danmark. Elmotorföretagaren Thomas B. Thrige (1866–1938) i Odense övertog företaget 1930.
Det har under perioden 1911–1990 haft olika namn, som "Scandia, Kommanditselskabet Bruun" (1911–1929), "Vognfabrikken Scandia A/S" (1929–1972), "Scandia-Randers A/S" (1972–1986) och "Ascan A/S" (1986–1988).
Under 1980-talet hade Scandia omkring 1.300 anställda. Det fick problem med utveckling och produktion av motorvagnstågen IC3, vilket ledde till en rekonstruktion 1988 under medverkan av ABB. År 1990 köpte ABB aktiemajoriteten i företaget, som namnändrades till "ABB Scandia A/S". Det blev 1996 en del av ADtranz som "ABB Daimler Transportation Denmark A/S" och 1999 ett dotterföretag till "DaimlerChrysler Rail Systems". Det utgör från 2001 Bombardier Transportation Denmark A/S.